# Палаццо Альтемпс
Палаццо Альтемпс (итал. Palazzo Altemps) — аристократическая резиденция с частным театром, капеллой и башней-бельведером в нескольких шагах к северу от Пьяцца Навона в Риме. Вначале — Палаццо Риарио. С 1997 года — одно из четырёх зданий, в котором располагается экспозиция Национального римского музея, в котором воссоздана бо́льшая часть уникальной коллекции произведений античного искусства, собранной представителями нескольких поколений семьи Людовизи, а также семей Бонкомпаньи и Маттеи: более сотни античных скульптур эллинистического и римского периодов.

## История

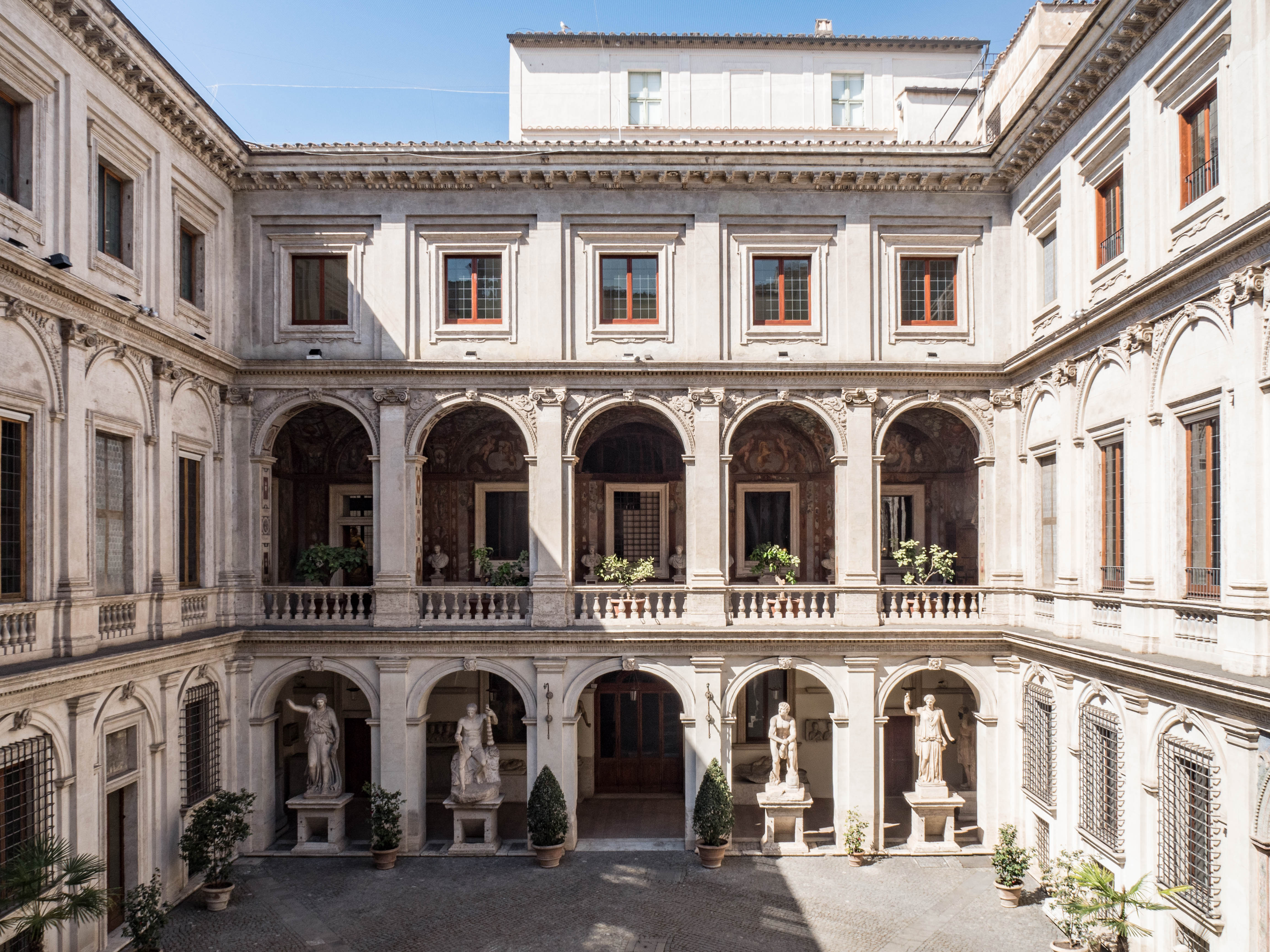
Кортиле Палаццо Альтемпс

Палаццо строили с 1477 года для Джироламо Риарио, племянника (возможно, незаконнорожденного сына) папы римского Сикста IV в связи с бракосочетанием Джироламо и Катерины Сфорца в том же году. Архитектором был Мелоццо да Форли, но к 1480 году дворец ещё не был закончен.
В 1511 году из-за финансовых трудностей семейства Риарио после смерти папы Сикста в 1484 году дворец был выкуплен кардиналом Франческо Содерини, расширен и украшен архитекторами Антонио да Сангалло Старшим и Бальдассарре Перуцци. Между 1513 и 1518 годами дворец служил резиденцией кардинала Инноченцо Чибо из флорентийской семьи Медичи, позднее епископа Генуи, архиепископа Турина и папского легата провинции Романдиола недалеко от Болоньи.
Затем дворец был резиденцией испанских послов в Риме. В 1568 году палаццо приобрёл австрийский кардинал Маркус Ситтикус Альтемпс, известный, в частности, тем, что собирал произведения античной скульптуры. Дворец для кардинала перестраивали по проекту архитектора Мартино Лонги Старшего.
Первый театр (позднее названный «Teatro Goldoni»), построенный во дворце, принадлежал Джованни Анджело Альтемпсу. Именно здесь в 1690 году была основана Академия Аркадия.
В XVIII веке дворец был арендован французским кардиналом Мельхиором де Полиньяком, писателем и дипломатом, членом Французской академии в качестве дипломатической резиденции Франции. Дворец в эти годы стал одним из важных центров светской и художественной жизни Рима. В палаццо читал свои пьесы Пьетро Метастазио, Моцарт также играл там во время своего пребывания в Риме в 1770 году.
В переданном Святому Престолу палаццо в 1871 году Франческо Саверио де Мерод основал христианский институт (l’istituto scolastico de Merode), в 1903 году переведённый на Площадь Испании. В 1982 году Министерство культурного наследия Италии выкупило дворец для его реставрации и последующего размещения экспозиции Национального римского музея. Согласно планам реформирования Национального музея старые фамильные коллекции крупнейших собирателей античного искусства должны были быть по возможности восстановлены в родных особняках, одним из которых стало Палаццо Альтемпс.

## Архитектура

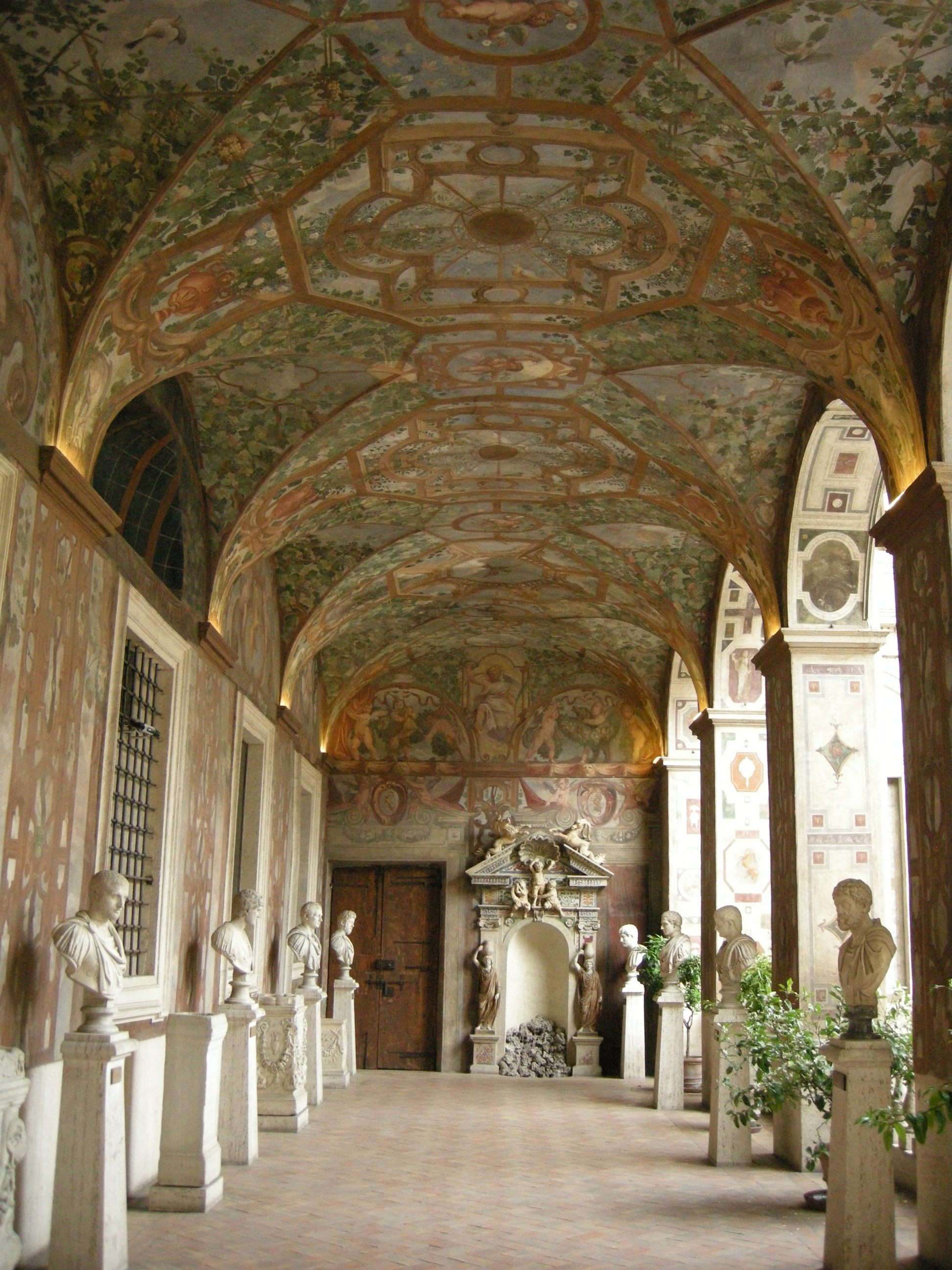
Расписная лоджия

Фасады Палаццо Альтемпс асимметричны, поскольку оформлялись в разное время различными архитекторами. Один из них оформлен в виде лоджии Мартино Лонги Старшим. Асимметрично установленная башня (вопреки традиции двубашенных палаццо (palazzo fortezza) имеет арочные проёмы и обелиски на кровле. Самым замечательным в архитектурном отношении является двор (кортиле) с двухъярусной аркадой. Его строительство начато Антонио да Сангалло Старшим в 1513—1517 годах, продолжено Бальдассаре Перуцци и завершено в 1585—1589 годах Мартино Лонги. Внутренние и внешние фасады украшены гербами сменявших друг друга владельцев здания. Южная аркада внутри украшена лепной декорацией из стукко.
В процессе реставрации дворца были выявлены многие детали оформления интерьеров. В частности, в «Зале стоек для тарелок» (Sala della piattaia) восстановлены фрески, приписываемые школе Мелоццо да Форли, изображающие сцены бракосочетания Джироламо Риарио с Катериной Сфорца. Полностью восстановлено убранство дворцовой церкви Сант-Аничето (в честь римского первомученика), построенной в 1603—1607 годах.

## Коллекция музея
В аркадах двора и на первом этаже музея выставлены произведения античной скульптуры из коллекции семьи Людовизи, найденные при археологических раскопках в Риме и окрестностях: статуи Афины Парфенос, Диониса с сатиром, «Гермеса Людовизи», а также бюсты, рельефы, саркофаги. На втором этаже — скульптурная группа «Орест и Электра» и «Арес Людовизи». Далее — огромная мраморная голова Геры (или Юноны), которую И. В. Гёте назвал «своей первой любовью в Риме», получив её копию для своего кабинета («Первое итальянское путешествие», 1786—1787), и, наконец, шедевр античного искусства, знаменитый «Трон Людовизи».
В «Расписной лоджии», своды которой и люнеты торцовых стен расписаны гротесками и разнообразными флоральными мотивами, экспонируются римские скульптуры из собрания кардинала Альтемпс.
В «Салоне с камином» можно увидеть «Большой саркофаг Людовизи» и мраморную реплику знаменитой скульптурной группы «Галл убивающий жену и себя» (начало II в. н. э.) с пергамского оригинала (вероятно, бронзового), который был изготовлен по заказу царя Аттала I в память о его победе над кельтами-галатами (другие названия: «Галл Людовизи», «Самоубийство галата»).
В галереях по сторонам двора и в одной из комнат первого этажа выставлены скульптуры из собрания Маттеи. Ранее они украшали виллу и сады Кириако Маттеи на Целийском холме. В южной галерее выставлены четыре барельефа из коллекции, когда-то принадлежавшей семье Дель Драго: ими в своё время восхищался И. И. Винкельман.
Скульптуры, выставленные в так называемых «Апартаментах Д’Аннунцио», были найдены в Риме на Марсовом поле, где когда-то находилось святилище, посвященное богине Исиде. Некоторые вывезены из Египта, другие сделаны в Риме в «египетском стиле». В комнате Богини-Матери выставлена голова Эфесской Артемиды, обнаруженной в 2009 году во время раскопок в Риме на Виа Мармората.

## Галерея скульптур

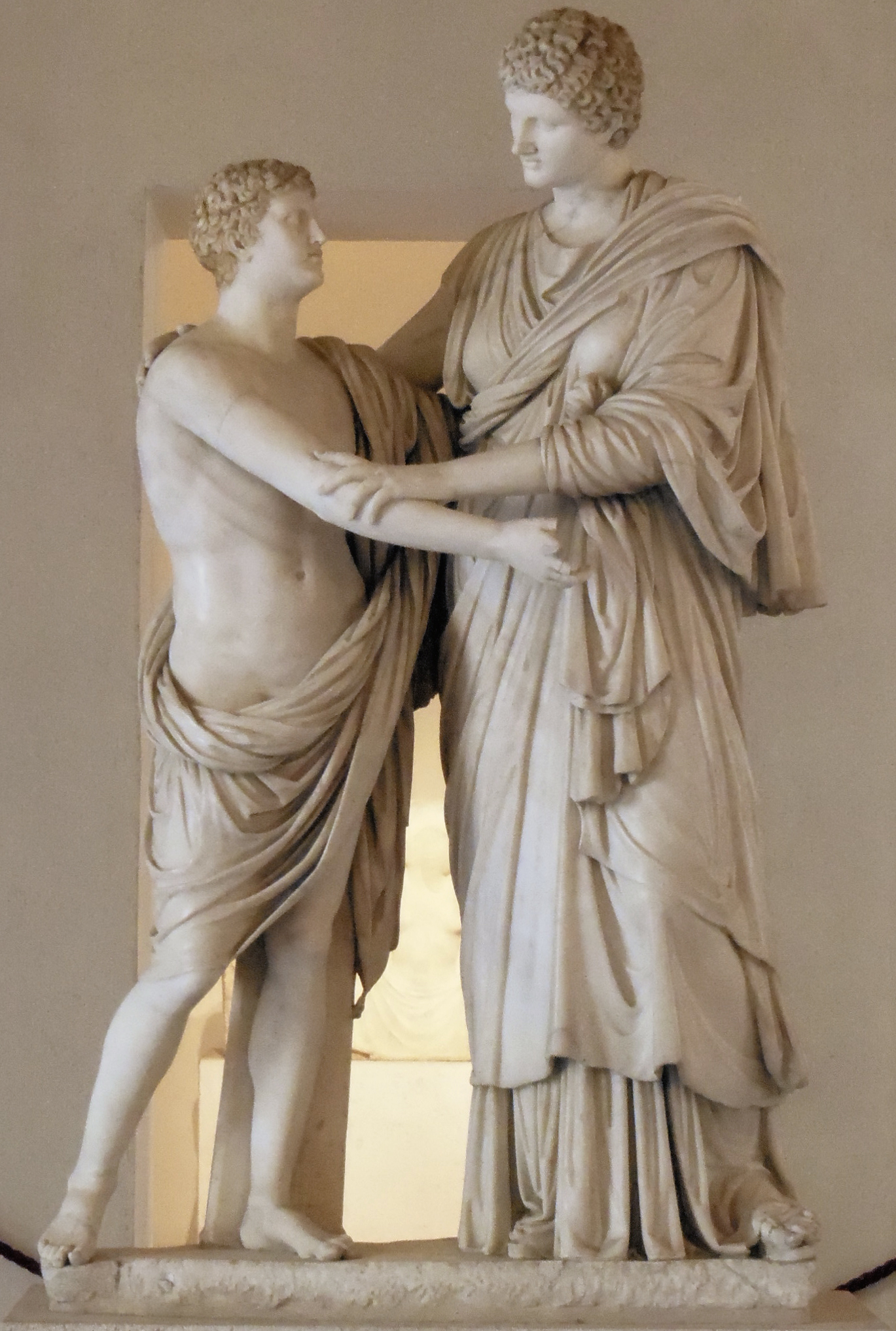
Орест и Электра
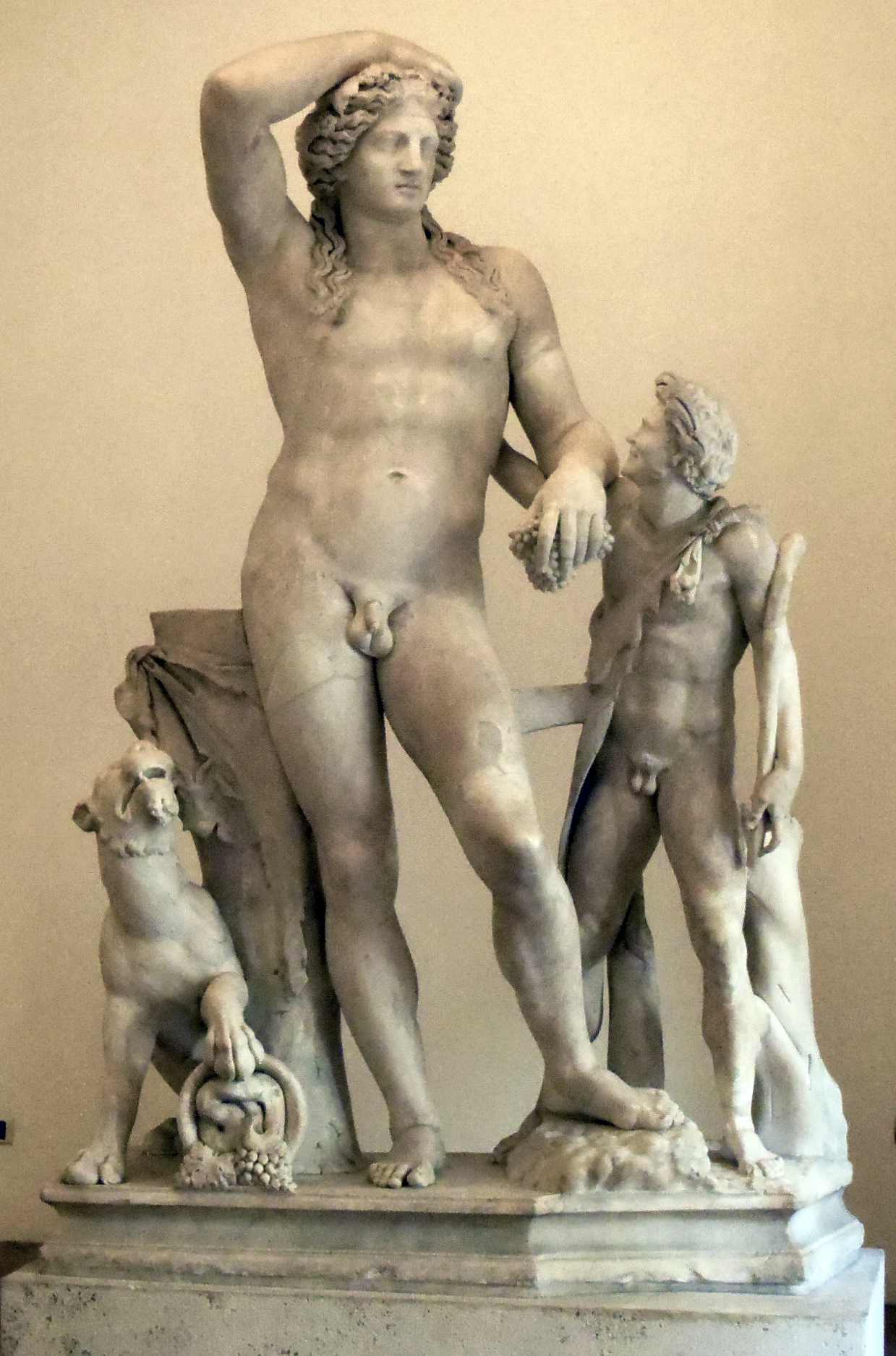
Дионис и сатир
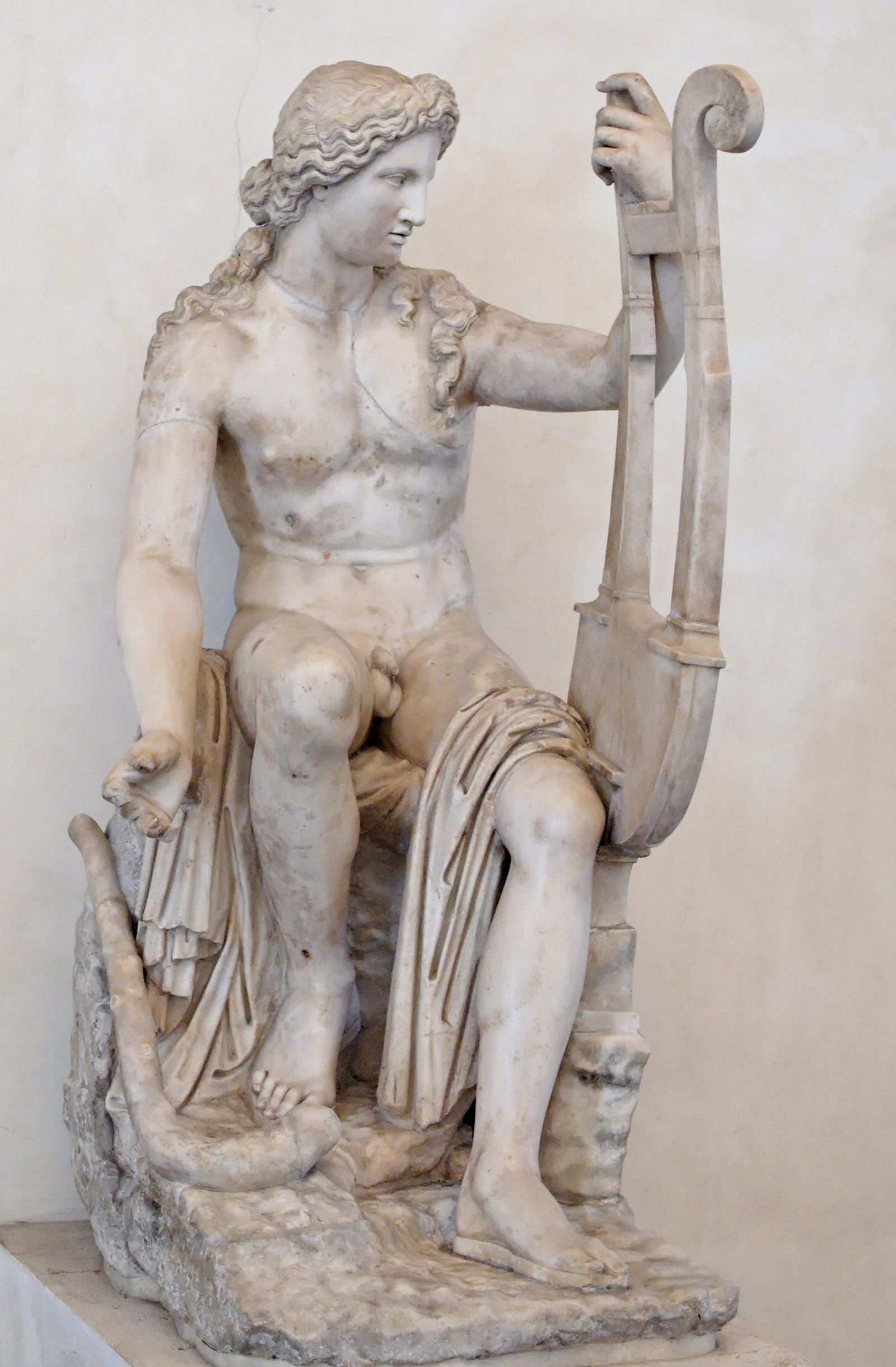
Aполлон Кифаред
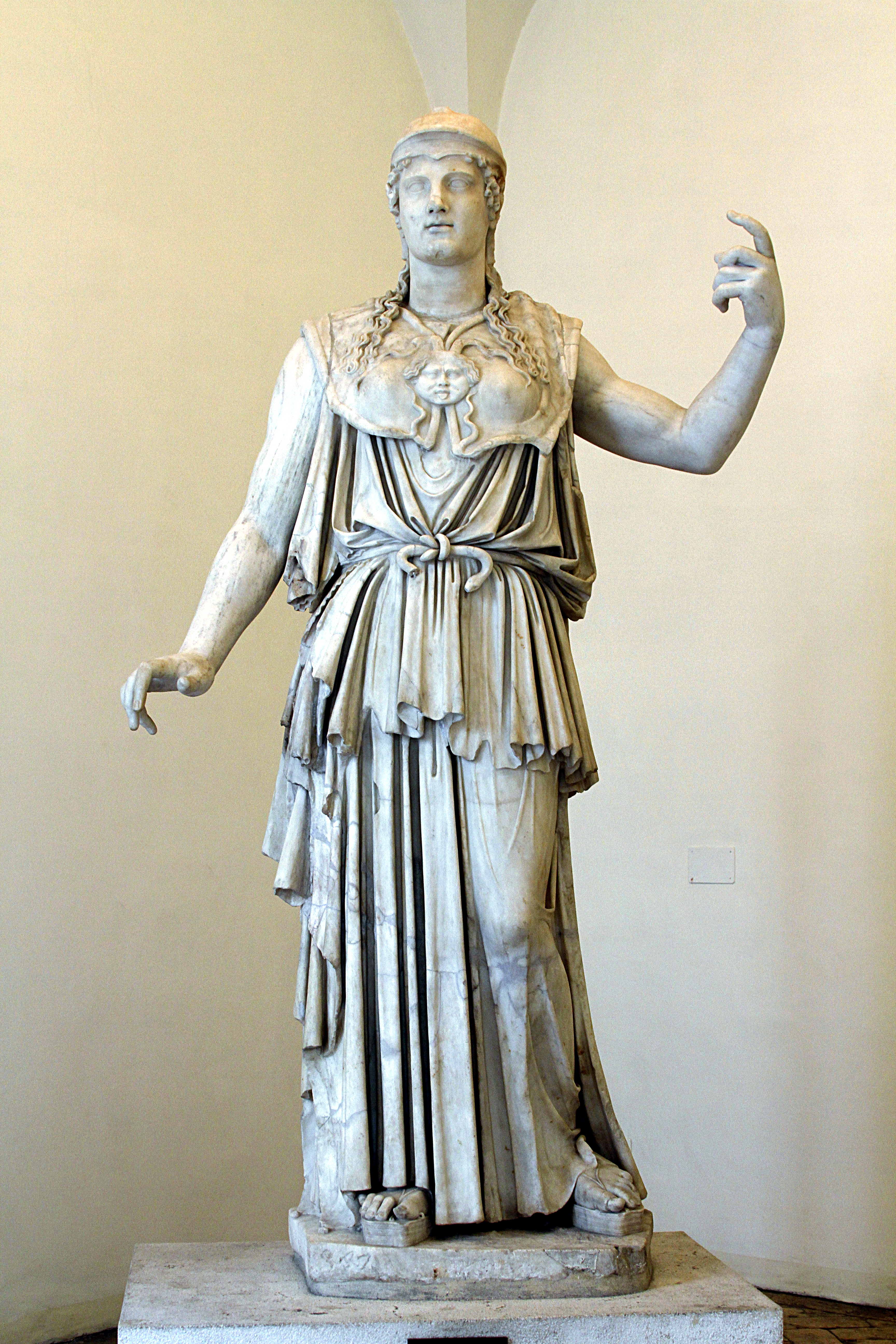
Aфина Парфенос
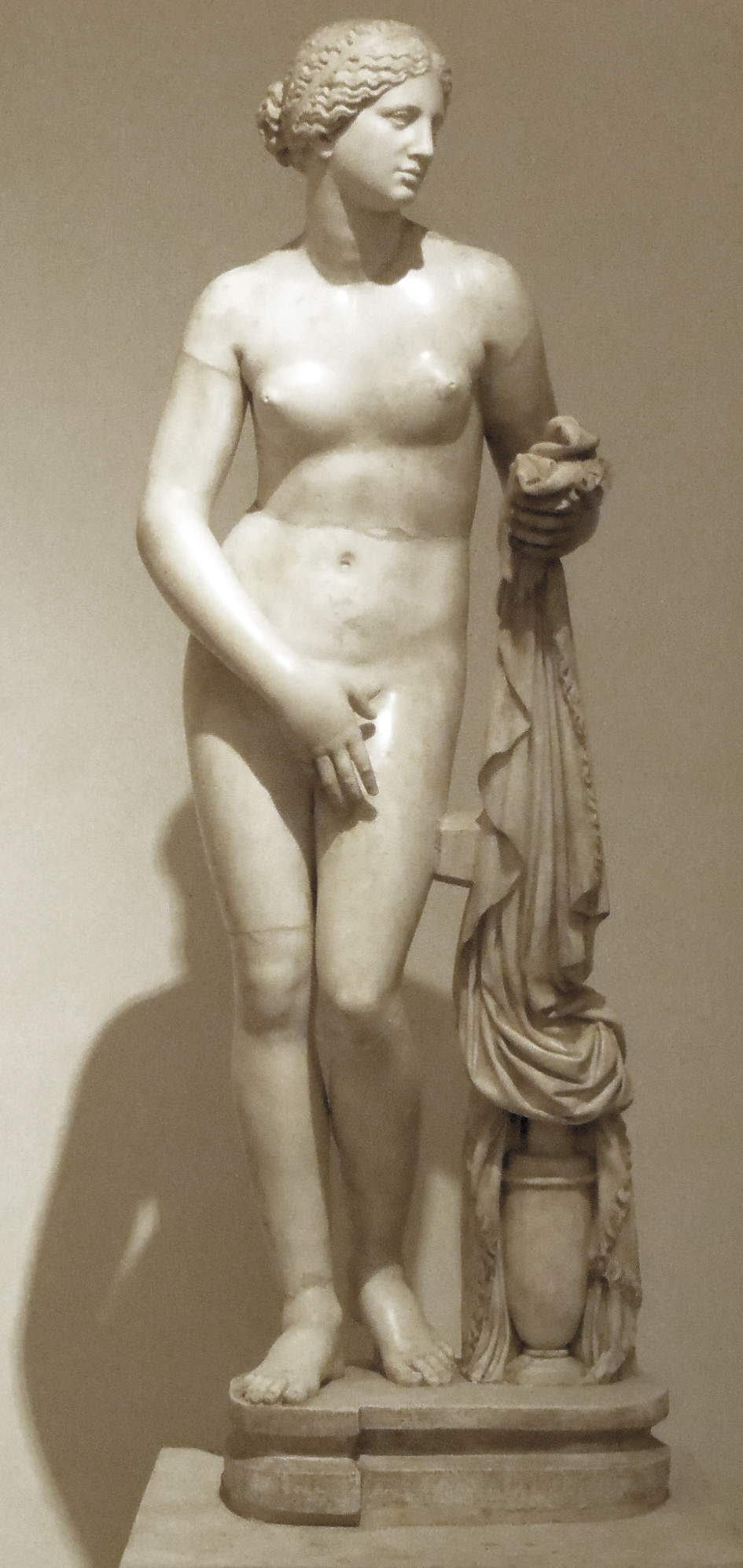
Афродита Книдская
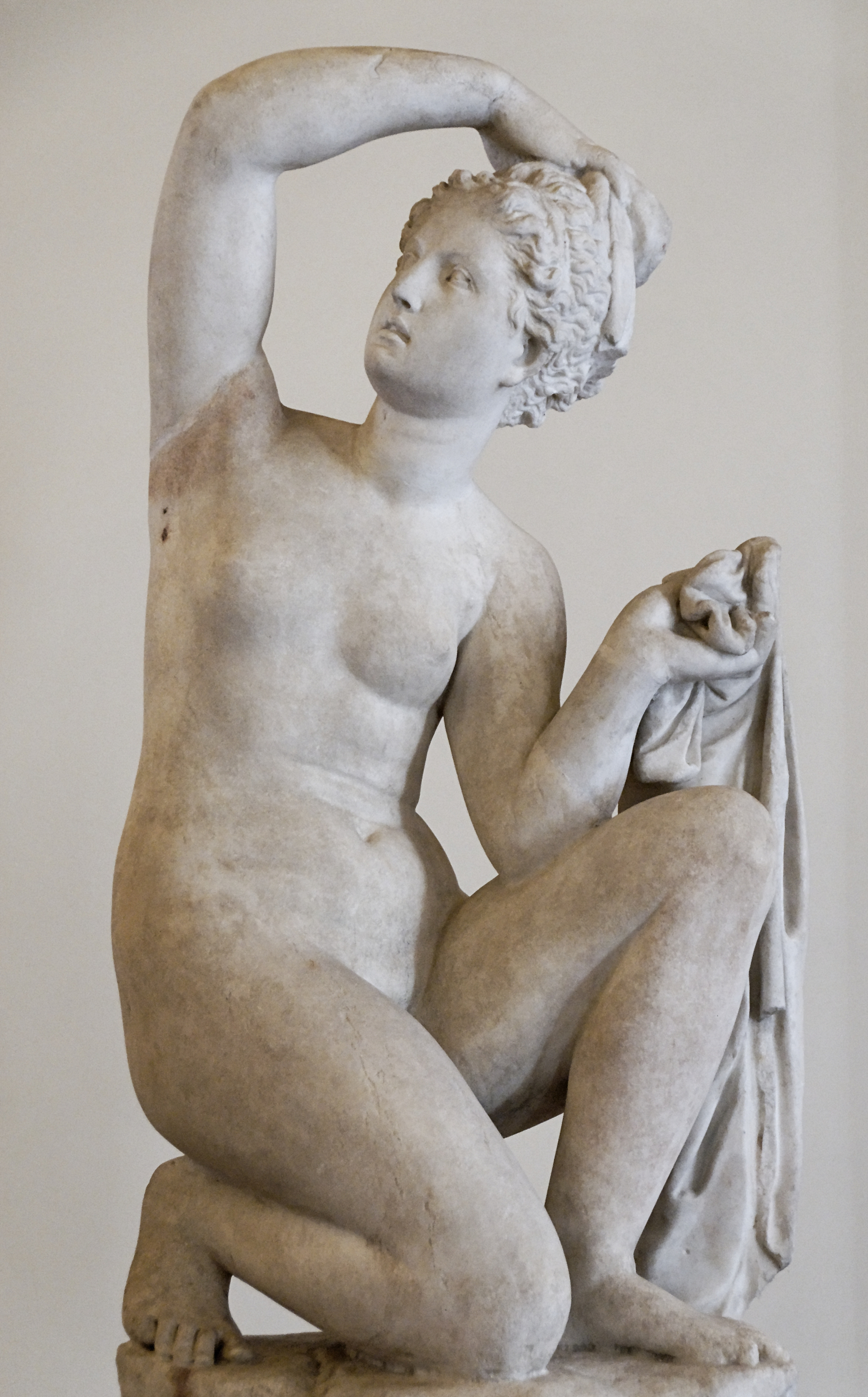
Афродита Дойдалса
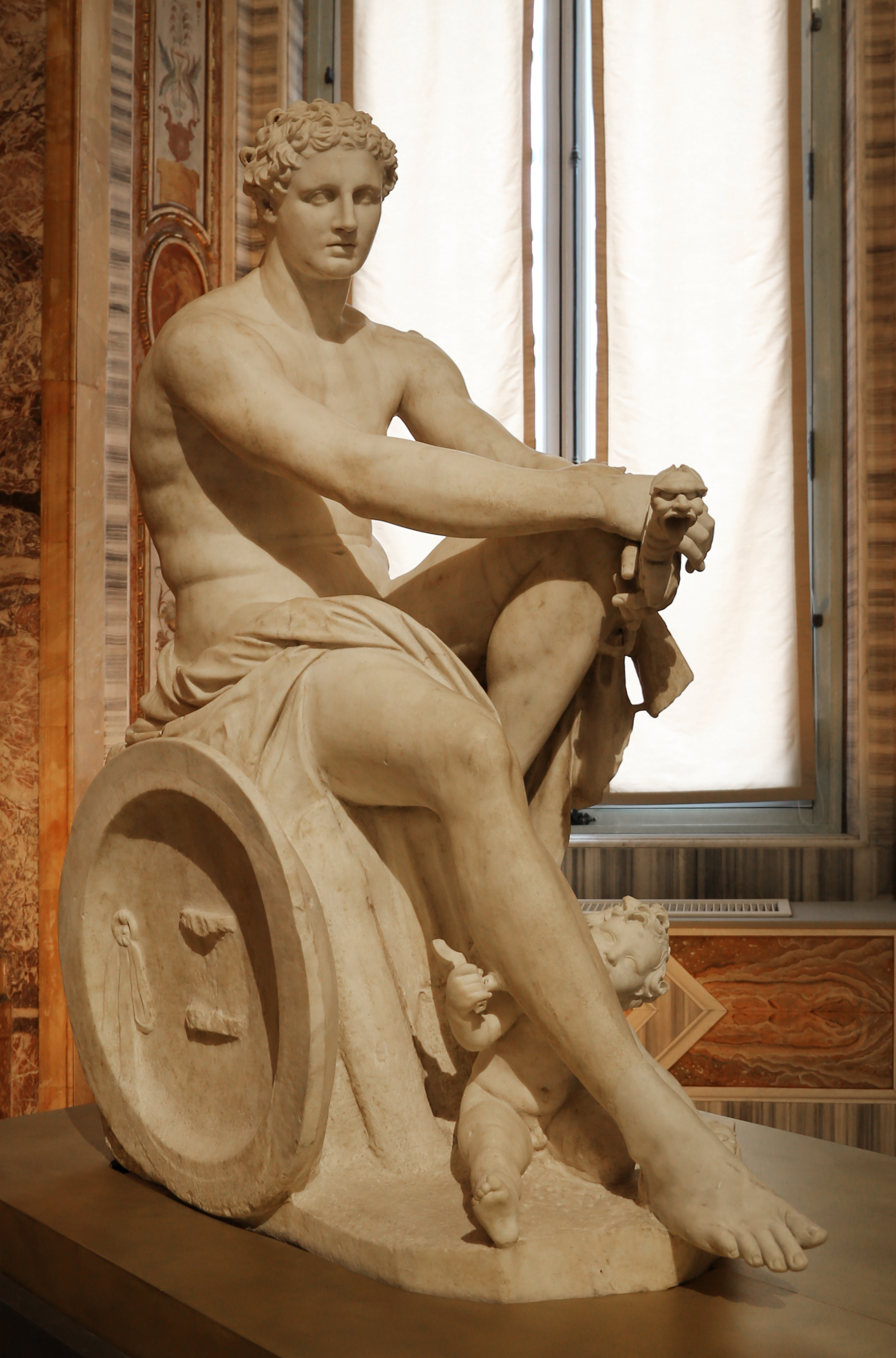
Арес Людовизи
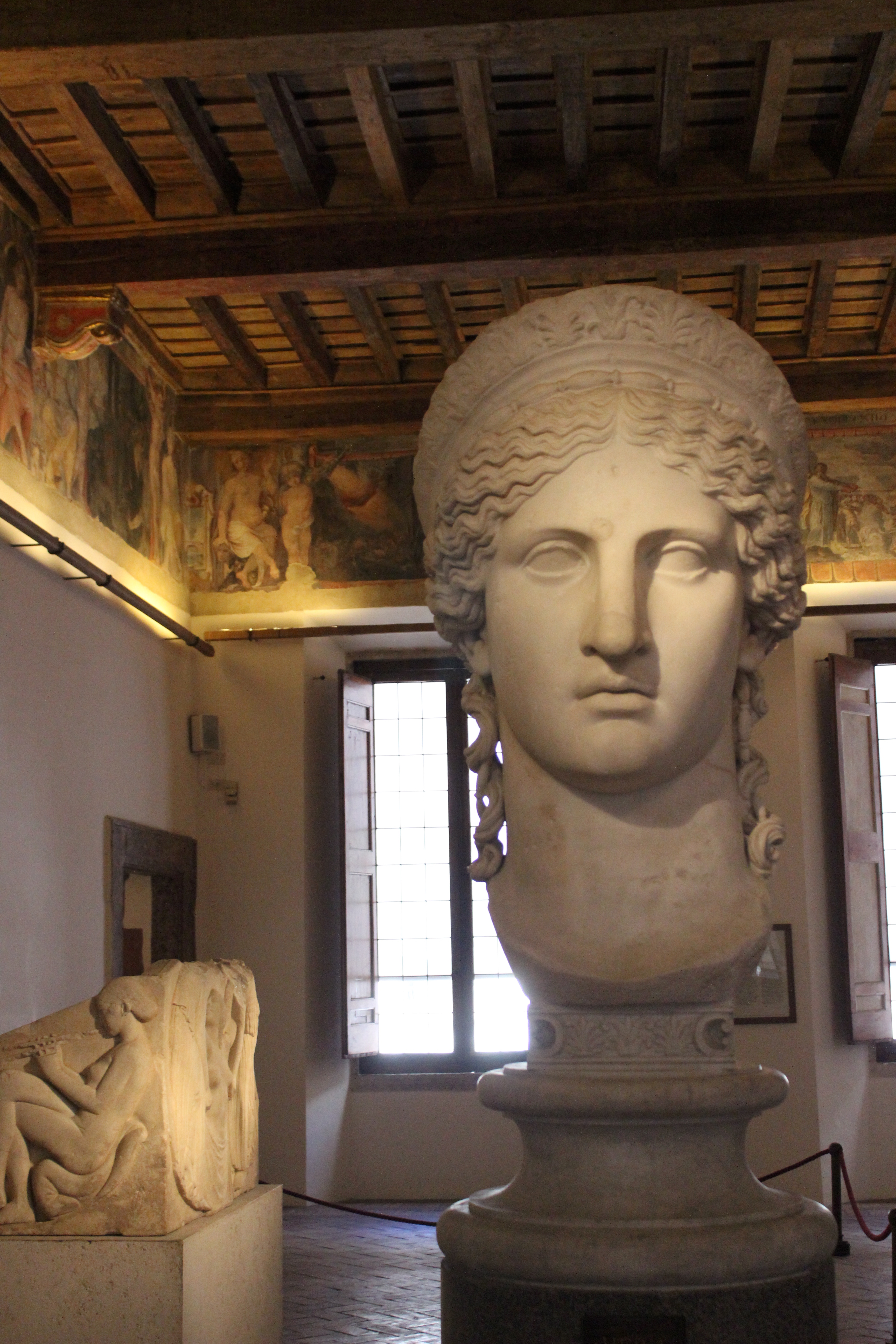
Гера (Юнона) Людовизи
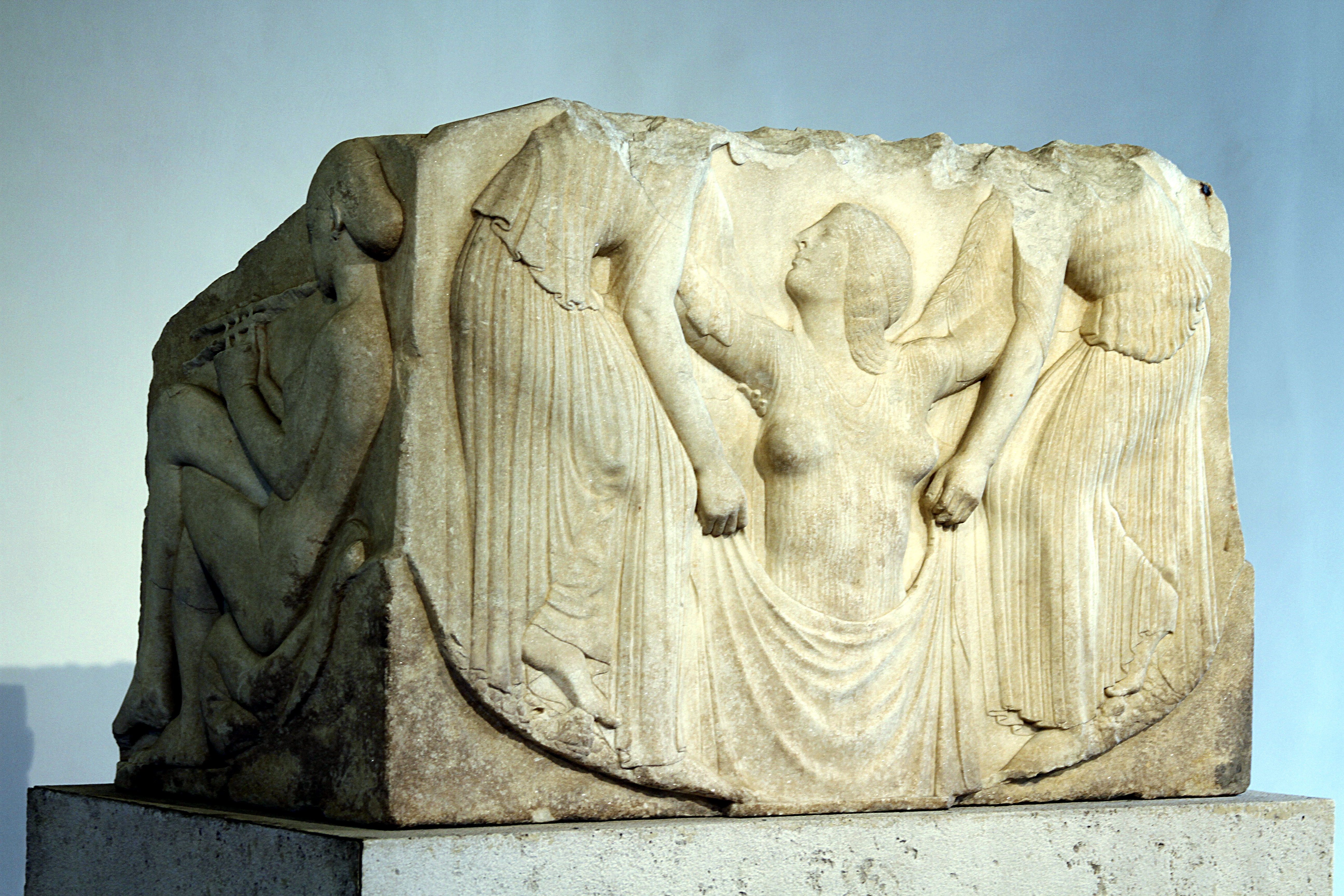
«Трон Людовизи»
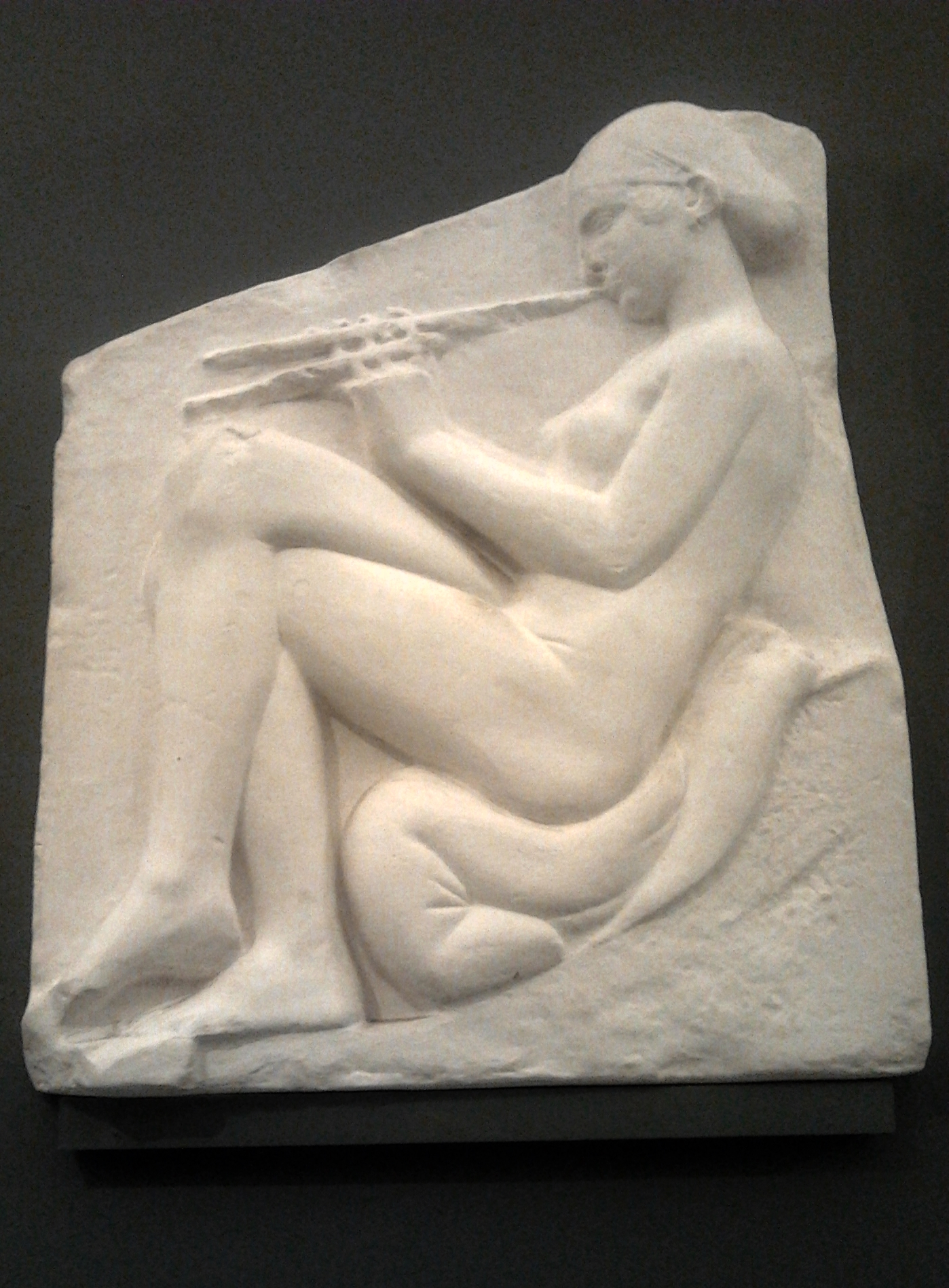
Боковая часть «Трона Людовизи»
Галл, убивающий жену и себя
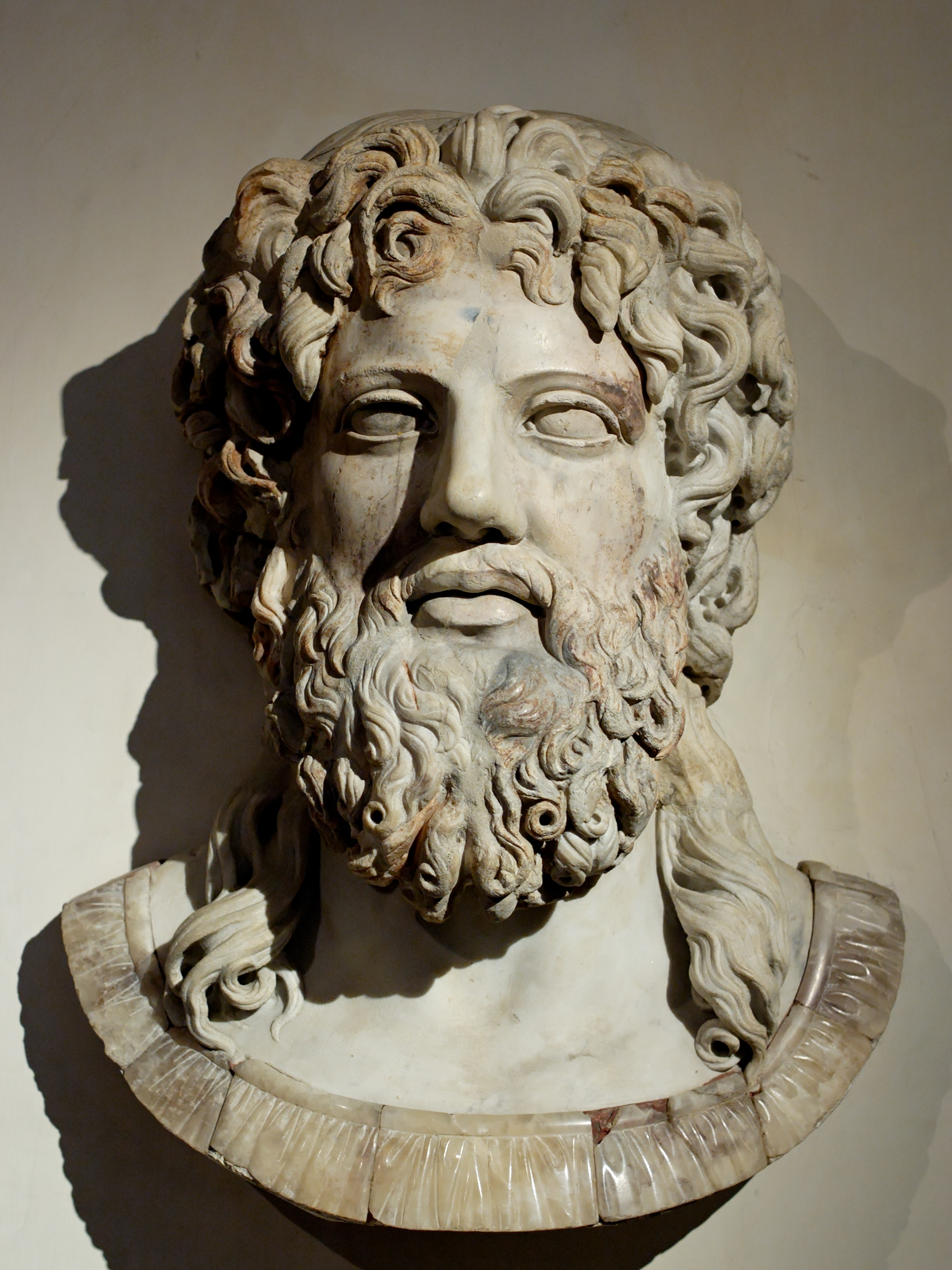
Голова Зевса